# Esmeralda Mallada
Esmeralda Herminia Mallada Invernizzi (Montevideo, 10 de enero de 1937 - 12 de septiembre de 2023), fue una astrónoma y profesora uruguaya.
Por sus aportes en astronomía ha sido homenajeada con la designación de su apellido a un asteroide.

## Trayectoria
Fue alumna de cosmografía con el profesor Alberto Pochintesta. En Facultad de Ingeniería fue compañera de Gladys Vergara, quien la ayudó a preparar el concurso para profesora de cosmografía de Educación Secundaria. Desde los 21 años fue profesora de cosmografía y matemáticas en Educación Secundaria. También impartió clases en la Facultad de Ciencias de la Universidad de la República, en donde se graduó como Licenciada en Astronomía.
El 16 de octubre de 1952, por invitación de Pochintesta, fue una de las fundadoras de la Asociación de Aficionados a la Astronomía (AAA) en Uruguay y, a partir de 2015, pasó a actuar como presidente honorífica. El Comité de Designación de Cuerpos Menores del Minor Planet Center, perteneciente a la Unión Astronómica Internacional designó con su nombre el asteroide que orbita entre Marte y Júpiter, el (16277) Mallada. Es el primer asteroide en llevar el nombre de una mujer astrónoma uruguaya.

## Publicaciones
Algunos de los trabajos publicados por Mallada junto con Julio A. Fernández son:
- 1996, Distribution of Binding Energies in Wide Binaries
- 2001, Potencial sources of terrestrial water close to Jupiter
- 2004, Dynamical Evolution of Wide Binaries.[8]